# Naafkopf
Le Naafkopf est un sommet du Rätikon (Alpes), situé entre l'Autriche, le Liechtenstein et la Suisse. Il culmine à 2 569 ou 2 571 mètres d'altitude.

## Géographie
Le Liechtenstein possède deux tripoints avec l'Autriche et la Suisse, un au nord dans le Rhin et un au sud, le Naafkopf. Le Naafkopf est situé dans le Rätikon un sommet des Alpes orientales centrales.